# Haindorf (Am Ettersberg)
Haindorf ist ein Ortsteil der Landgemeinde Am Ettersberg im Norden des Landkreises Weimarer Land in Thüringen.

## Geografie
Der Weiler Haindorf liegt am Fuß der Nordabdachung des Ettersberges zum Übergang in das fruchtbare Thüringer Becken. Der Ort liegt an der Kreisstraße 304 etwa 500 Meter südöstlich von Krautheim und etwa einen Kilometer nordwestlich von Buttelstedt. Nordwestlich des Ortes mündet die Lache in die Scherkonde.

## Geschichte
Am 31. Oktober 1322 wurde das Dorf erstmals urkundlich genannt.
Die frühe Besiedlung der Umgegend ist etwa einen Kilometer nördlich von Haindorf belegt. Auf dem sogenannten Allstedter Mühlberg liegt ein jüngerneolitisches Grabenwerk der Salzmünder und Bernburger Kultur.
In einem Ablassbrief wurde der Ortsteil erstmals 1322 als Hegendorf erwähnt. Seit dem Mittelalter gehört das Dorf zum Besitz des Rittergutes Schwerstedt. Mit diesem gehörte der Ort zum Amt Weimar, das seit 1572 zu Sachsen-Weimar, ab 1741 zu Sachsen-Weimar-Eisenach gehörte. Bei der Verwaltungsreform des Großherzogtums Sachsen-Weimar-Eisenach kam der Ort 1850 zum Verwaltungsbezirk Weimar II und juristisch zum Justizamt Buttstädt.
Wie auch in den umliegenden Orten bildet die Landwirtschaft den vorherrschenden Erwerbszweig. Seit dem 18. Jahrhundert ist eine Schule im Ortsteil nachweisbar.

## Sehenswürdigkeiten
Auf einer Anhöhe steht die evangelisch-lutherische Dorfkirche.